# Water Tower Place
Water Tower Place je 9. nejvyšší mrakodrap v Chicagu ve státě Illinois (USA). Budova se nachází na North Michigan Avenue a s 74 patry je vysoká 262 m. V budově se nachází hotel, byty, kanceláře a ve spodních několika patrech je 1. mnoha podlažní obchodní dům v Americe, který nabízí více než 100 obchodů, několik restaurací, kino a kryté parkováním.